# Manuel Robles
Manuel Federico Robles (* 24. Juni 2004) ist ein argentinischer Sprinter, der sich auf den 400-Meter-Lauf spezialisiert hat.

## Sportliche Laufbahn
Erste Erfahrungen bei internationalen Meisterschaften sammelte Manuel Robles im Jahr 2024, als er bei den U23-Südamerikameisterschaften in Bucaramanga in 48,75 s den siebten Platz über 400 Meter belegte. 
2024 wurde Robles argentinischer Meister in der 4-mal-100- und 4-mal-400-Meter-Staffel.

## Persönliche Bestzeiten
- 400 Meter: 47,98 s, 24. August 2024 in San Luis